# زارتشوئية (غلزار بردسير)
زارتشوئية (بالفارسية: زارچوئیه) هي قرية تقع في إيران في البلدة المركزية. يقدر عدد سكانها بـ 196 نسمة .